# Khin Ohmar
Khin Ohmar ou Khin Omar (birman : ခင်ဥမ္မာ, Khin signifiant affectionné dans un pays qui ne connait pas les noms de famille) est une militante pour la démocratie, les droits de l'homme et le droit des femmes. Elle fut une meneuse du Soulèvement 8888 en Birmanie.

## Biographie
Khin Omar était étudiante à l'université de Rangoun quand commencèrent les événements politiques de 1988 en Birmanie. Le 5 septembre 1987, Ne Win annonça la suppression des billets de 100, 75, 35 et 25 kyats, ne laissant en circulation que ceux de 45 et 90 kyats, apparemment parce qu'ils étaient divisibles par 9, chiffre considéré comme auspicieux et bénéfique par Ne Win. Les étudiants furent particulièrement mécontents, cette mesure faisant disparaître toutes les économies, notamment celles destinées à leurs frais de scolarité. Le jour suivant, avec une vingtaine d'autres étudiants, Omar Khin écrivit une lettre de protestation au chancelier de l'université. Les 21 signataires furent ensuite emprisonnés et détenus jusqu'à la fête nationale birmane, le 12 février 1988. Selon son témoignage devant le sénat américain, elle rejoignit une marche de protestation contre la mort de Phone Maw. La manifestation fut violemment réprimée, et c'est un diplomate japonais qui l'abrita dans son domicile, en même temps que d'autres manifestants. Après la fermeture des universités le 18 mars, elle continua à coordonner les protestations et à obtenir une couverture médiatique internationale jusqu'à la manifestation du 8 août 1988.
Après l'instauration du Conseil d'État pour la paix et le développement, elle franchit la frontière entre la Birmanie et la Thaïlande et rejoignit le All Burma Students' Democratic Front (en), qui possède une branche armée. À la suite de dissensions, elle le quitta et vécut aux États-Unis. 
Elle est active dans plusieurs associations, dont la Women's League of Burma (en) et Progressive Voice. En 2008, elle reçoit avec Charm Tong le prix Vital Voices Global Leadership dans le domaine des droits de l'homme.
Elle est intervenue dans la crise des Rohingya, notamment pour le Haut-Commissariat des Nations unies aux droits de l'homme et le Haut Commissariat des Nations unies pour les réfugiés.